# فرانك رينولدز (فيلادلفيا دائما مشمسة)
فرانك رينولدز (بالإنجليزية: Franklin "Frank" Reynolds) شخصية خيالية من مسلسل قناة إف إكس الكوميدي فيلادلفيا دائماً مشمسة، يؤدي دورها الممثل داني ديفيتو.
إنضم فرانك إلى الشلة في الحلقة الأولى من الموسم الثاني، وهو زوج والدة دي ودينيس، وقد يكون والد زميلهُ في السكن تشارلي. كان فرانك رجل أعمال ناجح سابقاً، ولهُ صِلات بالأعمال الغير قانونية. لكنهُ قرر ترك كل ذلك وهجر زوجته الخائنة.

## وصلات خارجية
- فرانك رينولدز (فيلادلفيا دائما مشمسة) في قاعدة بيانات الأفلام على الإنترنت